# Trolleybus van Grenoble
De trolleybus verscheen in de Franse stad Grenoble op het einde van de jaren 1940 als opvolger van de tram. Na een belangrijke ontwikkeling, verdween de laatste trolleybus op 24 juni 1999.

## Geschiedenis
Opmerking : deze bijdrage behandelt enkel het trolleybusnet. Buslijnen komen enkel aan bod indien ze in verband staan met de evolutie van het trolleybusnet.

### De jaren 1940 tot 1960, van tram naar trolleybus

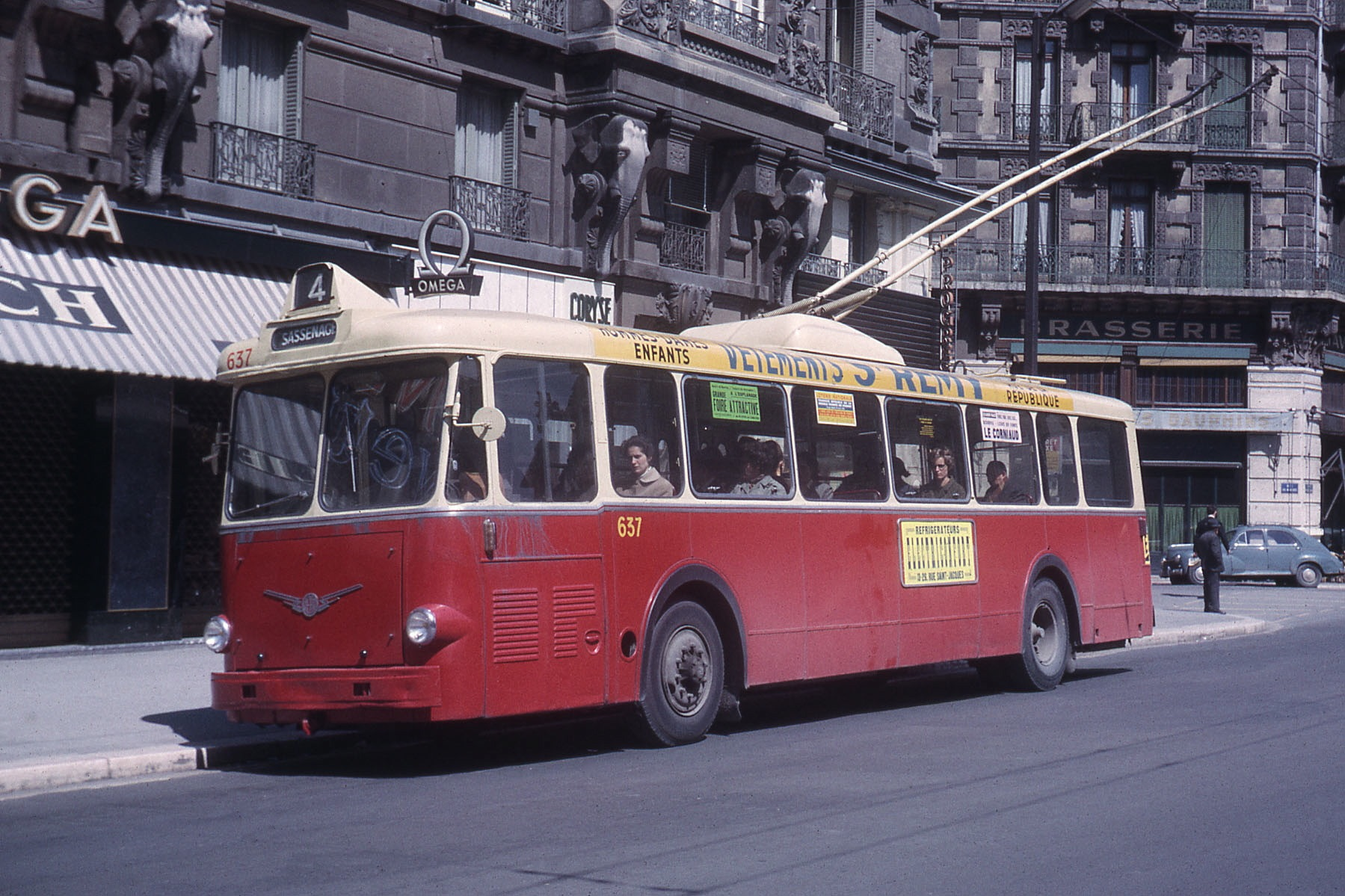
Trolleybus Vétra VBF nummer 637 die bewaard wordt in het Musée des transports urbains, interurbains et ruraux van Chelles (Seine-et-Marne).

Op 29 juli 1947 werd de SGTE-tramlijn (Société grenobloise de tramways électriques) tussen Grenoble en La Tronche opgeheven en vervangen door trolleybus lijn 1 die het SNCF-station van Grenoble verbond met La Tronche, met eindpunt Cèdre. De met Vétra-Berliet VBB-trolleybussen geëxploiteerde lijn, werd vanaf 29 december 1947 verlengd van het station tot Rondeau.
Op 31 oktober 1951 verscheen lijn 3 tussen het station en de ziekenhuizen (Les Hôpitaux).
31 augustus 1952 was de laatste exploitatiedag van de SGTE-tramlijnen tussen Grenoble, Fontaine en Sassenage. Ze werden daags nadien tussen de rue Félix-Poulat en Fontaine vervangen door lijn 2 doorstreept die tot 5 oktober en in afwachting van de trolleybussen werd uitgebaat met dieselbussen, en tussen de rue Félix-Poulat en Sassenage door lijn 4. Op deze laatste verscheen de trolleybus pas vanaf 23 mei 1953. De lijn werd toen ook verlengd van de rue Félix-Poulat naar de ziekenhuizen.
Op 27 oktober 1952 werden lijn 2 doorstreept en 3 samengevoegd tot de nieuwe lijn 2, Fontaine - Les Hôpitaux. Het lijnnummer 3 verdween.
Lijn 1 kreeg er op 1 juli 1953 550 m bij door de verlenging van Cèdre tot Montfleury.
Begin van de jaren 1960 werd lijn 1 beperkt tot Grenoble - le Rondeau. De nieuwe lijn 12 nam het traject tussen le Rondeau en Montfleury over.

### De grote ontwikkeling van de jaren 1970
Op 3 september 1974 werden lijnen 2 en 4 verlengd van het oude naar het universitair ziekenhuis CHU (Centre Hospitalier Universitaire) des Sablons.
Op 6 november 1978 kwam trolleybuslijn 25 in dienst. Deze verbond, via het CHU des Sablons, de place Victor Hugo in Grenoble met het gemeentehuis van Meylan; het net werd daardoor 3,3 km langer. Op lijn 4 werd één rit op de twee verlengd van Fontaine naar het cryogeen centrum van Air Liquide, goed voor een extra netlengte van 1,5 km.
Vanaf 26 februari 1979 verscheen de trolleybus op de 6,3 km lange lijn 71 tussen Grenoble en Meylan. Deze lijn ontstond eerder in maart 1974 uit de hernummering van de uitlopers van lijn 7. De bediening van Brié-et-Angonnes (op 12 september 1978 overgedragen aan het busbedrijf VFD - Voies ferrées du Dauphiné) en Bresson ging verder met dieselbussen.
Op 17 april 1979 werd lijn 1 verlengd tot Echirolles La Luire en bepaalde diensten zelfs tot Pont-de-Claix, waardoor het trolleynet andermaal groeide met 2,3 km. Lijn 12 werd beperkt tot het traject tussen het station van Grenoble en Montfleury.
Nog in 1979 werden lijnen 2 en 4 samengevoegd tot het lijnnummer 2/4 maar aan het begin van het schooljaar 1980 bleef nog enkel het lijnnummer 4 overeind. Het lijnnummer 2 verdween.

### De jaren 1980: van de trolleybus naar de tram
Op 1 november 1980 werd lijn 71 hernummerd tot lijn 7 en tussen Victor Hugo en Grand'Place verscheen de nieuwe buslijn 17 die aan lijn 7 werd gekoppeld. In juli 1982 werd Bresson vanaf Eybens bediend door middel van een pendellijn teneinde lijn 7 uitsluitend te kunnen bedienen met trolleybussen. Op 21 december 1981 kwam ook lijn 17 onder draad, waardoor het trolleybusnet 1,5 km langer werd.
Op 20 december 1984 werd lijn 25 verlengd naar de wijk Béalières, wat de netlengte nogmaals met 1,5 km verhoogde.
Op 25 maart 1985 werd het tussenliggende eindpunt Rondeau op lijn 1 opgeheven en dit als gevolg van de herwaardering van autobuslijn 8.
Het net en bijgevolg ook de trolleybuslijnen werden op 6 januari 1986 grondig herschikt in het vooruitzicht van de opening van lijn A van het nieuwe tramnet. Het eindpunt van lijn 1 werd ingekort van Maison du Tourisme naar Victor Hugo, lijn 4 zag zijn trolleybussen verdwijnen en  op lijn 7 bleef de trolleybus nog enkel als pendeldienst tussen Eybens en Bresson. Lijnen 12, 17 en 25 verdwenen helemaal. Daartegenover verschenen twee nieuwe trolleybuslijnen: lijn 31 van Meylan naar Grand'Place en Eybens ter vervanging van de lijnen 7, 17 en 25, en lijn 32 van Grand'Place naar Corenc Montfleury ter vervanging van lijn 12 en een deel van lijn 10 die in functie hiervan met een bovenleiding werd uitgerust.
Het met autobussen uitgebate overblijvende deel van lijn 7 werd eerst op 21 september 1987 verlengd tot Grand'Place maar op 18 april 1988 definitief opgeheven als gevolg van de verlenging van lijn 16, via Bresson, tot Eybens. Lijn 4 die eveneens met autobussen werd uitgebaat, werd verlengd naar Veurey. De lijn kwam op 28 juni 1986 in de plaats van een VFD-buslijn en op 6 november 1986 verscheen een nieuwe aftakking naar Le Gua te Sassenage. Als gevolg van de opening van tramlijn A werd de lijn op 21 september 1987 beperkt tot het korte traject tussen Victor Hugo en La Tronche Hôpital A. Michallon om op 25 november 1990 volledig opgeheven te worden bij de opening van tramlijn B die het traject volledig overnam.
In het vooruitzicht van de opening van tramlijn A, werden de vertakkingen van lijn 31 op 3 augustus 1987 vervangen door één traject. Op 29 augustus 1988 werd lijn 32 verlengd naar het Lycée du Grésivaudan en kwam hierdoor in de plaats van een sinds 31 augustus 1987 bestaande pendellijn.
Door de werken voor tramlijn B, werden lijnen 31 en 32 tussen 10 april 1989 en 3 september 1990 uitgebaat met dieselbussen. De exploitant SEMITAG maakte van de gelegenheid gebruik om de Berliet-trolleybussen ER 100 te vernieuwen.

### De jaren 1990, van trolleybus tot autobus
Tussen 1993 en 1999 werden de trolleybussen op de lijnen 31 en 32 systematisch vervangen door dieselbussen en dit als gevolg van werken in de bediende gemeenten.
De verlenging van tramlijn A naar Échirolles en de hieruit voortvloeiende herstructurering van het busnet in het zuiden van de agglomeratie, leidde op de avond van 8 maart 1996 tot de opheffing van trolleybuslijn 1.
Lijn 32 verloor zijn trolleybussen op 1 juni 1999 en lijn 31 volgde op 24 juni 1999 wat meteen het einde betekende van het trolleybustijdperk in Grenoble. Dieselbussen van het type Renault Agora S namen het op beide lijnen over van de trolleybussen ER100.

## Evolutie van de lijnen

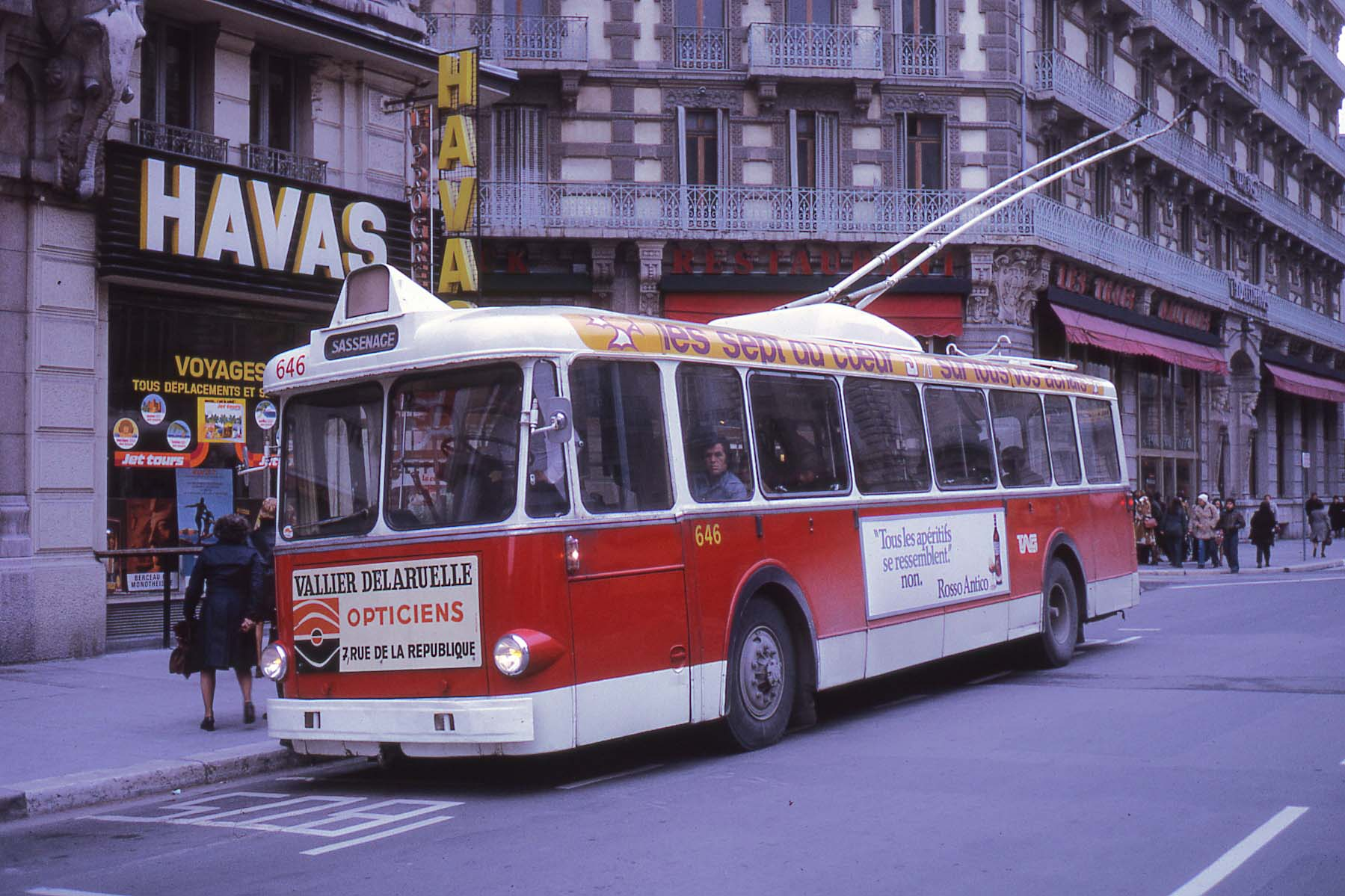
Een Vétra VBF in de rue Félix-Poulat op lijn 4, richting Sassenage

Het net telde in 1952 drie trolleybuslijnen plus een vierde (lijn 4) die, in afwachting van zijn elektrificatie, uitgebaat werd met dieselbussen.
| Lijn          | Traject                                                              |
| ------------- | -------------------------------------------------------------------- |
| 1             | Le Rondeau ↔ La Tronche Le Cèdre via Rue Félix-Poulat en het station |
| 2 doorstreept | Rue Félix-Poulat ↔ Fontaine                                          |
| 3             | Station van Grenoble ↔ Hôpitaux                                      |
| 4             | Rue Félix-Poulat ↔ Sassenage (in afwachting van elektrificatie)      |

In 1953 telde het net drie lijnen door het samenvoegen van lijn 2 doorstreept en lijn 2 en de elektrificatie van lijn 4.
| Lijn | Traject                                      |
| ---- | -------------------------------------------- |
| 1    | Montfleury ↔ Le Rondeau via Rue Félix-Poulat |
| 2    | Hôpitaux ↔ Fontaine via Rue Félix-Poulat     |
| 4    | Hôpitaux ↔ Sassenage via Rue Félix-Poulat    |

In 1963 waren er vier lijnen door de splitsing van lijn 1 in een lijn 1 en lijn 12.
| Lijn | Traject                                                |
| ---- | ------------------------------------------------------ |
| 1    | Rue Félix-Poulat ↔ Le Rondeau                          |
| 2    | Hôpitaux ↔ Fontaine via Rue Félix-Poulat               |
| 4    | Hôpitaux ↔ Sassenage via Rue Félix-Poulat              |
| 12   | Station van Grenoble ↔ Montfleury via Rue Félix-Poulat |

In 1985 telde het net zes trolleybuslijnen.
| Lijn | Traject |
| ---- | --- |
| 1    | Échirolles - La Luire - Jean Moulin ↔ Grenoble - Maison du Tourisme via Le Rondeau en Louise Michel                    |
| 4    | Sassenage - Air Liquide / Sassenage - Place de la Libération ↔ La Tronche — Sablons 2 via Estacade en Notre-Dame       |
| 7    | Grenoble — Victor Hugo ↔ Eybens bediening van Bresson door een pendelbus bij vertrek in Eybens ; gekoppeld aan lijn 17 |
| 12   | Grenoble - Gare SNCF ↔ Corenc - Montfleury                                                                             |
| 17   | Grenoble - Victor Hugo ↔ Grenoble - Grand'Place via la Villeneuve ; gekoppeld aan lijn 7                               |
| 25   | Grenoble - Grand'Place ↔ Corenc - Montfleury via Cité Paul Mistral, Docteur Martin en Petite Tronche                   |

In het vooruitzicht van de opening van tramlijn A, werd het net op 6 januari 1986 herschikt en verdween de trolleybus op lijn 4. Lijnen 7, 12, 17 en 25 maakten plaats voor lijnen 31 en 32. Enkel de pendel op lijn 7 naar Bresson bleef bestaan.
| Lijn | Traject |
| ---- | --- |
| 1    | Échirolles - La Luire - Jean Moulin ↔ Grenoble - Victor Hugo via Le Rondeau en Louise Michel                |
| 31   | Grenoble - Grand'Place / Eybens ↔ Meylan - Les Béalières via Maisons Neuves, Chavant en Hôpital des Sablons |
| 32   | Grenoble - Grand'Place ↔ Corenc — Montfleury via Cité Paul Mistral, Docteur Martin en Petite Tronche        |

Lijn 1 verdween in 1996. Tot aan de opheffing in juni 1999 telde het net nog maar twee trolleybuslijnen.
| Lijn | Traject |
| ---- | --- |
| 31   | Eybens ↔ Meylan - Maupertuis via Grand'Place, Chavant en La Tronche Hôpital                                                           |
| 32   | Grenoble - Grand'Place ↔ Corenc - Montfleury / Meylan — Lycée du Grésivaudan via Cité Paul Mistral, Docteur Martin en Hôtel de Police |

## De exploitanten
- Het net werd tot aan de opheffing van het bedrijf in 1974 uitgebaat door de Société grenobloise de tramways électriques (SGTE), dat ook het eerste tramnet exploiteerde.
- De SEMITAG (Société d'économie mixte des transports publics de l'agglomération grenobloise) nam de exploitatie over en breidde het net tussen 1978 en 1985 verder uit. Het bedrijf verzorgde de exploitatie tot eind 1999.

## De voertuigen

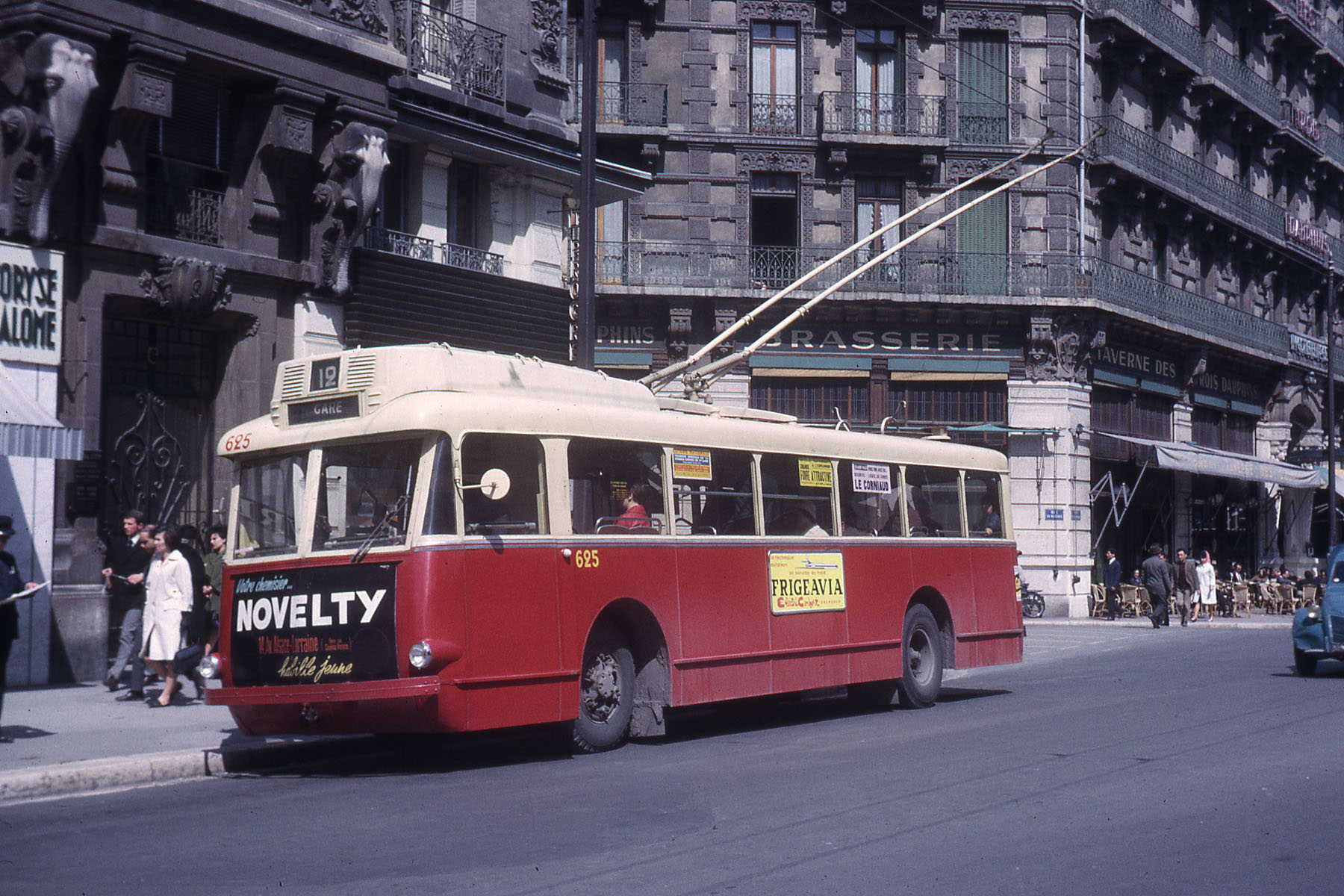
Een Vétra VBR nº625 in 1965, rue Félix-Poulat

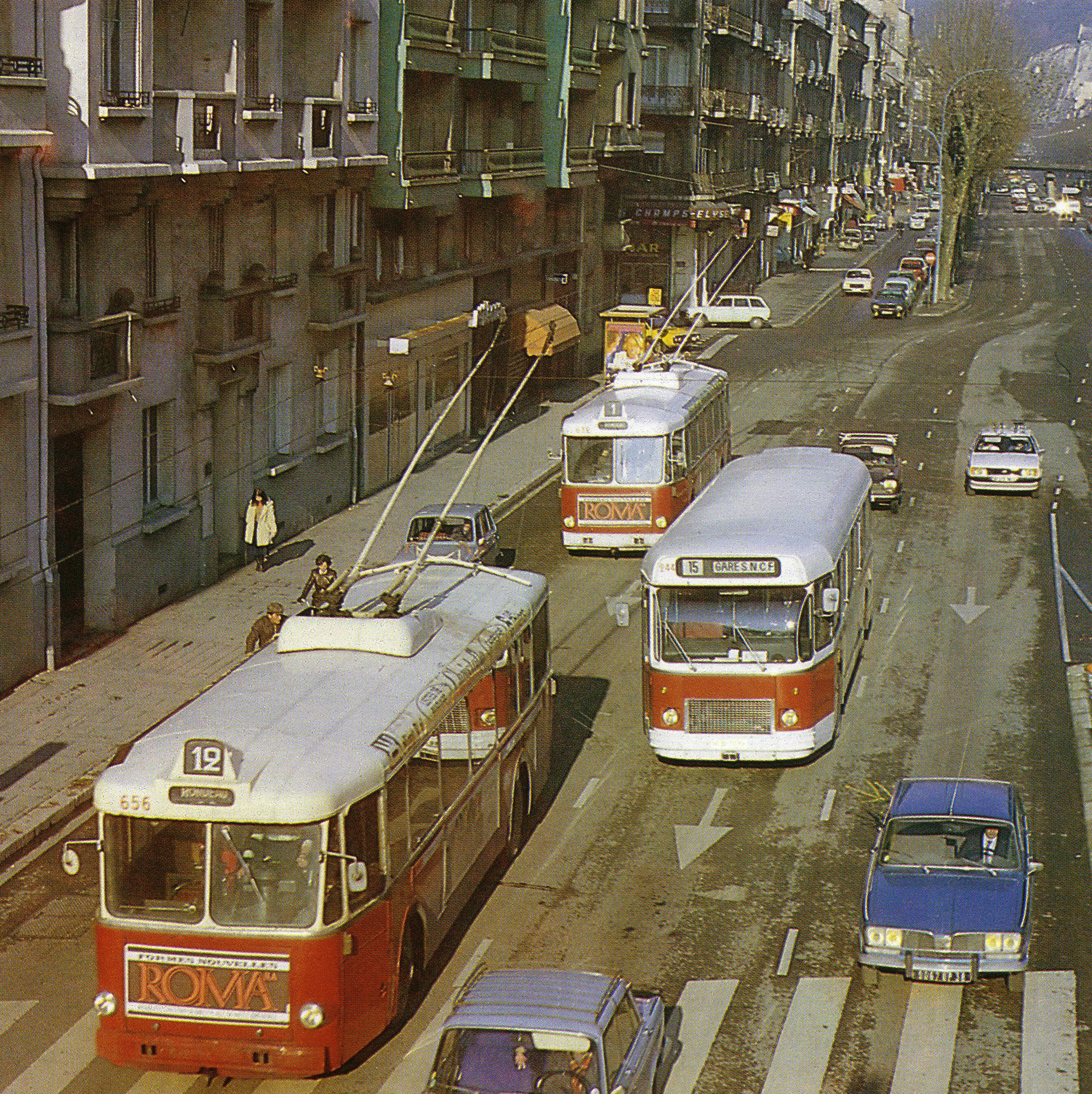
Twee Vétra VBF bedienen in 1977 de cours Jean Jaurès

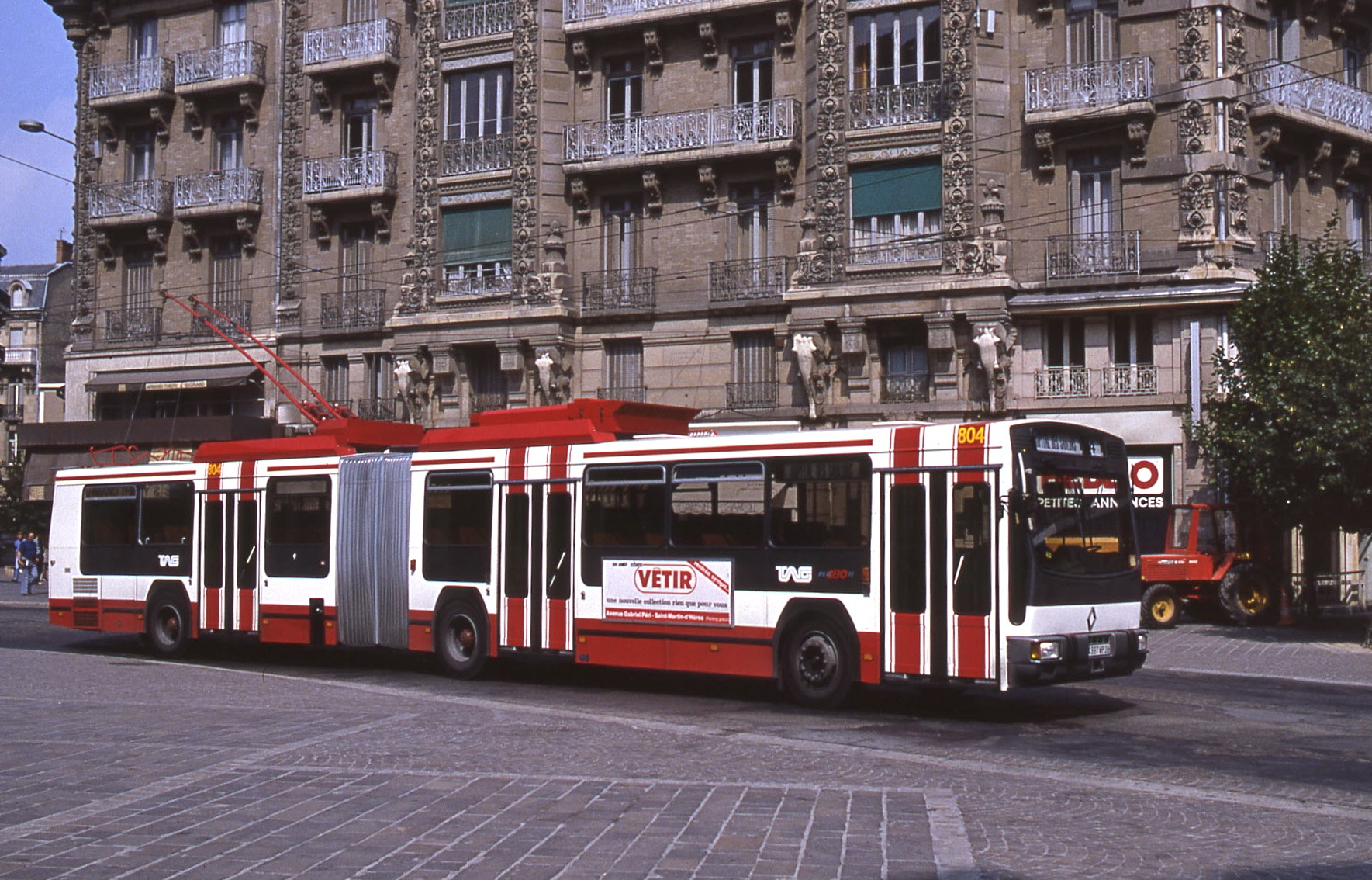
Een van de zes Renault PER180, hier op lijn 4

### Vétra-Renault VBR-h
Drie voertuigen, gebouwd in 1948, genummerd 600 tot 602, werden in 1958 overgenomen van de lijn Aix-en-Provence - Marseille. In 1951 werden ze vervoegd door de nieuw aangekochte nummers 616 en 617, en in 1952 vervolgens door de nummers 618 tot 623. Zij werden vernieuwd en tussen 1967 en 1969 verschroot.

### Vétra-Renault VBR
Drie voertuigen met de nummers 603 tot 605 en gebouwd in 1947 werden in 1954 overgenomen uit Bordeaux. In 1961 volgden vijf trolleybussen met de nummers 624 tot 628 die afkomstig waren van de op te heffen Trolleybus van Straatsburg. De trolleybussen belandden tussen 1966 en 1968 bij de schroothandelaar.

### Vétra-Berliet VBB
De negen in 1947 gebouwde voertuigen en genummerd 606 tot 614 werden nieuw geleverd aan Grenoble. Zij verhuisden tussen 1964 en 1966 naar het schroot.

### Vétra-Berliet VBB-h
Deze reeks telde slechts één voertuig. De in 1950 geleverde trolleybus kreeg het nummer 615 en werd verschroot in 1966.

### Vétra Franco-Belge VBF
Deze 38 voertuigen, genummerd 629 tot 666, werden in 1957 en 1958 gebouwd door Vétra en de Société Franco-Belge. Zij kwamen van het net van Parijs en werden in 1963 (11 voertuigen) en 1966 (27 eenheden) aangekocht. Oorspronkelijk waren deze trolleybussen uitgerust met een door benzine aangedreven elektro-generator van de Peugeot 202, gezien de stelplaats van de RATP in Parijs niet uitgerust was met een bovenleiding. De generator die zich onder de bestuurderszetel bevond, werd weggenomen toen de trolleybussen naar het SGTE-net verhuisden. De voertuigen werden aangepast en verschroot tussen 1972 en 1979; de 666 werd in 1972 het eerste slachtoffer en diende als plukwagen voor wisselstukken. De nummers 633, 637, 653 en 662 bleven bewaard.

### Berliet ER 100R
Deze 50 voertuigen, genummerd van 701 tot 750, werden geleverd in 1978 (20 stuks) en 1979 (30 stuks). Hun indienststelling betekende het einde van oude reeksen. Deze trolleybussen waren uitgerust met een elektro-generator die ze een bepaalde autonomie gaven. De generator werd aangedreven door een luchtgekoelde Deutz-dieselmotor die gelijkstroom opwekte of omgekeerd, bij elektrische voeding diverse systemen aandreven. De motor van deze trolleybussen bevond zich achteraan. Ze werden aangepast tussen 1987 en 2000. De trolleybussen met nummers 704, 705, 707, 710, 713 en 719 werden verkocht aan het net van Saint-Étienne en de nummers 702, 707, 717, 718, 732 en 749 werden bewaard. De overige werden verschroot.

### Renault PER 180 H
In 1984 werden zes gelede trolleybussen geleverd. Ze kregen de nummers 801 tot 806. Trolleybussen 802 en 803 werden in 1989 verkocht aan Saint-Étienne en later aan het net van Toela (Rusland). De vier andere werden in 1988 omgebouwd tot dieselbussen type PR 180 R maar in 2004 verschroot.

## Heden

### Overblijfselen van het trolleybusnet
Overblijfselen van de bovenleiding zijn nog te zien op bepaalde delen van de voormalige lijnen 31 en 32.

### Bewaarde voertuigen

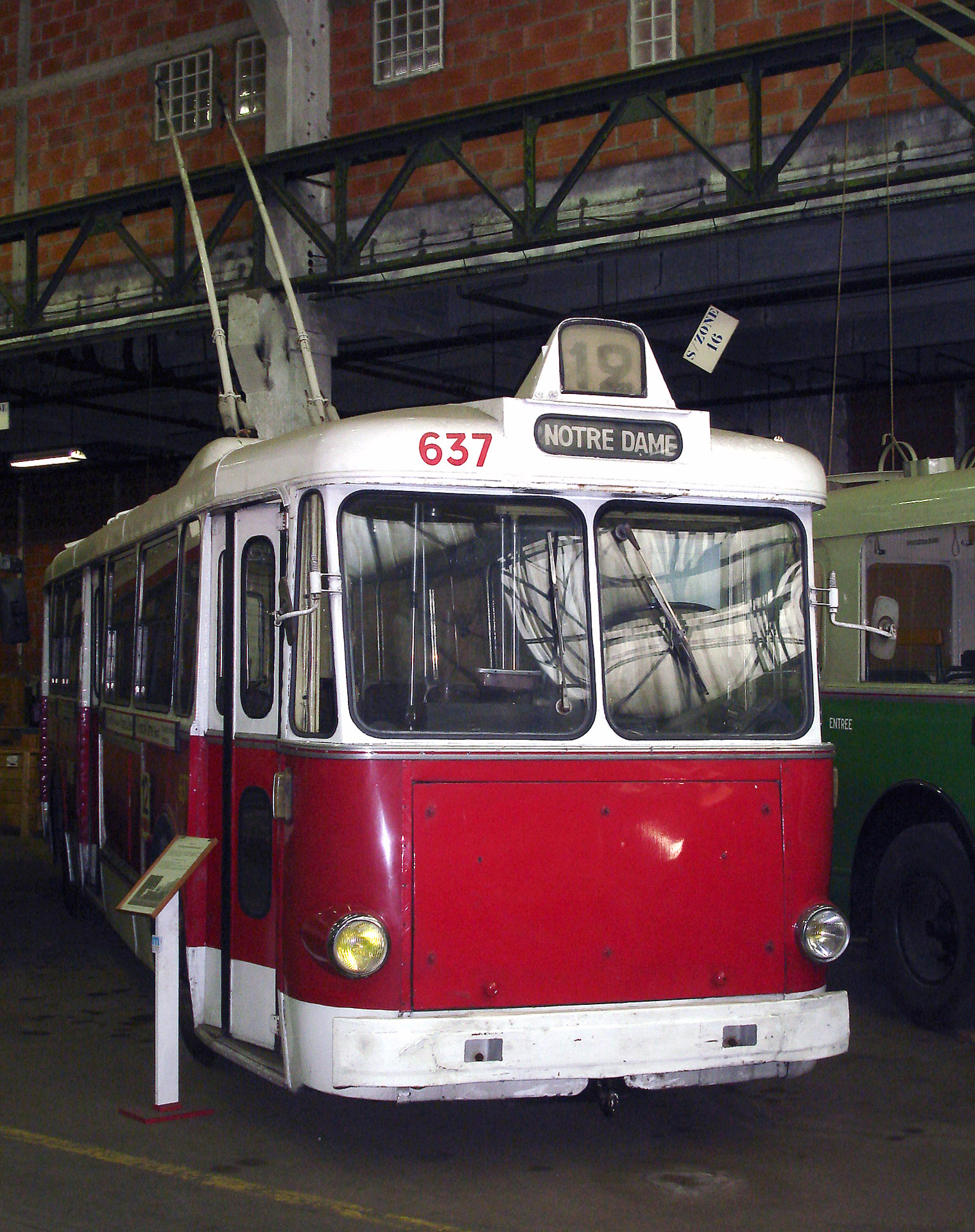
Trolleybus Vétra VBF bewaard door de AMTUIR (Association pour le musée des transports urbains,
interurbains et ruraux)

Acht trolleybussen van Grenoble werden bewaard:
- VBF 637; AMTUIR, te Chelles
- VBF 653; Deutsche Strassenbahn Museum (Hannover), bewaard maar niet gerestaureerd
- VBF 662; Association Standard 216 Grenoble
- ER 100, 702; Association Avaia, Vichy
- ER 100, 717; Association Trolleybus Club Lyonnais te Lyon, na een verblijf bij de TBFP (Trolleys et Bus France Provence) te Marseille
- ER 100, 718; Association Standard 216 Grenoble
- ER 100, 732; Association Tramophiles de la Côte d'Azur
- ER 100, 749; Amitram, Lille